# Controllori (DC Comics)
I Controllori sono una razza extraterrestre immaginaria esistente nell'Universo DC. Comparvero per la prima volta in Adventure Comics n. 357 (giugno 1967), e furono creati da Jim Shooter, Mort Weisinger e Curt Swan.

## Biografia dei personaggi

### Pre-Crisi
Nella loro comparsa iniziale, i Controllori venivano da "un altro continuum spazio-temporale". Il loro universo fu quasi totalmente distrutto dalla guerra, ed erano determinati ad evitare che la Terra-1 subisse lo stesso destino. Utilizzarono le loro abilità di controllo mentale per prevenire la guerra intergalattica, ma avevano anche delle armi potenti, inclusi i Mangiatori di Soli.

### Post-Crisi
Le origini dei Controllori furono sostanzialmente cambiate dopo Crisi sulle Terre Infinite, sebbene i loro propositi e metodi rimasero gli stessi. Erano originariamente parte di una razza aliena chiamata Maltusiani. Successivamente questi esseri lasciarono Maltus e colonizzarono un nuovo mondo chiamato Oa. Facendosi chiamare Oani, ora si sentivano responsabili dei catastrofici effetti dell'universo causati da uno di loro, uno scienziato rinnegato di nome Krona. Il gruppo sostenne di voler occuparsi della situazione in ogni modo. Un gruppo di Oani desiderò dedicare la propria esistenza immortale a contenere il male. Questo gruppo si fece notare sotto il nome di Guardiani dell'Universo. Un altro gruppo decise che il male doveva essere distrutto. Questi ultimi lasciarono Oa e divennero i Controllori.

#### Mangiatori di Soli
Proprio come i Guardiani cambiarono lentamente le loro connotazioni fisiche nel corso di millenni d'esistenza, anche i Controllori fecero lo stesso. Originariamente, gli Oani erano umanoidi con la pelle blu; oggi, i Controllori sono senza capelli ed hanno la pelle rosa. I Controllori si muovono in un'altra dimensione, e si dedicarono a creare delle armi che potevano essere utilizzate per distruggere gli esseri malvagi nel caso che fossero diventati troppo pericolosi. Tra di queste vi furono i Mangiatori di Soli, esseri gassosi che potevano deviare i pianeti e le stelle, e la Macchina del Miracolo, un dispositivo che poteva trasformare qualsiasi cosa in realtà.

#### Darkstars
In tempi recenti, i Controllori stabilirono un loro corpo di pacificatori interstellari, chiamati Darkstars, che potessero competere con il Corpo delle Lanterne Verdi dei Guardiani. Molti ex membri del Corpo si unirono ai Darkstars dopo che il Corpo fu distrutto. I Darkstars sono momentaneamente considerati defunti; la maggior parte fu distrutta dalle forze di Grayven. Nei loro continui sforzi di creare un'alternativa al Corpo delle Lanterne Verdi, i Controllori fecero degli esperimenti su Martyn Van Wyck, trasformandolo nel pirocinetico Effigie.

#### Power Company
Un Controllore senza nome fu protagonista dei numeri da 12 a 14 di Power Company, dove fu prigioniero di Dottor Polaris. La Power Company riuscì a liberarlo. Disse al gruppo che l'unico motivo della sua visita sulla Terra era quello di riassicurare un artefatto cosmico chiamato Matrice Mephistopheles.

##### Trinity
Un gruppo di Controllori scoprì un Krona libero dal suo Uovo Cosmico e lo aiutarono, sebbene quando il loro inganno fu scoperto da Krona furono subito eliminati.

#### La notte più profonda
Un piccolo gruppo di Controllori comparve in cerca della "luce arancione dell'avarizia", sperando di creare un loro Corpo. Questo gruppo localizzò la luce arancione sul pianeta Okaara, ma furono sterminati da Larfleeze, e assimilati come costrutti nel suo Corpo delle Lanterne Arancioni.

#### Crisi finale
I piani dei Controllori sopravvissuti nel XXIX secolo, al cui tempo svilupparono la Macchina dei Miracoli, furono memorizzati da Superman dopo una visita al XXXI secolo.

## Altre versioni
Nel futuro della Legione dei Supereroi, un Controllore rinnegato divenne il criminale noto come Time Trapper. I Controllori finirono per donare la Macchina dei Miracoli alla Legione per tenerla al sicuro da quest'ultimo.

## Altri media
- Nell'episodio in due parti "Sundown" della serie animata Legion of Super-Heroes, compare un Controllore rinnegato. Questo rinnegato credeva che la perfezioni ultima derivava dal caos, piuttosto che dall'ordine, e liberò l'ultimo Mangiatore di Soli per scatenare questo caos. Il suo piano fu sventato, al costo della vita del Legionario Ferro Lad, e non appena stava scappando, Superman lo avvertì di non tornare mai più.
- I Controllori comparvero brevemente come una delle due razze aliene in guerra, nell'episodio "When OMAC Attacks" della serie animata Batman: The Brave and The Bold.